# Seznam postav seriálu Bylo, nebylo
Toto je seznam postav seriálu Bylo, nebylo.

## Hlavní role
| Pohádková postava | Postava v reálném životě   | Herec/Herečka                                                                       | Série         |
| --- | -------------------------- | ----------------------------------------------------------------------------------- | ------------- |
| Princezna Emma | Emma Swanová               | Jennifer Morrison (dospělá) Abby Ross (dítě)                                        | 1, 2, 3, 4, 5 |
| Emma Swanová je dcera Sněhurky a prince Krasoně, matka Henryho Millse a starší sestra Neala Nolana. Je hlavní hvězdou seriálu, známá jako "Zachránkyně". Emma kdysi chodila s Nealem Cassidym, Henryho otcem. Momentálně chodí s kapitánem Hookem, také známým pod jménem Killian Jones. Později se obětovala, aby zachránila Reginu před temnotou a sama se tak stala Temnou. To se později zvrátilo. |                            |                                                                                     |               |
| | Henry Daniel Mills         | Jared S. Gilmore                                                                    | 1, 2, 3, 4, 5 |
| Henry Daniel Mills je synem Emmy Swanové a Neala Cassidyho, kterého se vzdali a dali k adopci, krátce poté co ho matka porodila a opustila vězení. Je vnukem prince Krasoně, Sněhurky a Rampelníka a pravnukem Petra Pana. Je adoptovaný Reginou Millsovou (Zlou královnou), která ho nachází skrz Pana Gold (Rampelníka). Je pojmenován po Reginým otci a jeho prostřední jméno má kvůli Reginině ztracené lásce. Později se stane Autorem po Isaacovi Hellerovi, ale rozhodne se, že tuto moc nebude využívat. |                            |                                                                                     |               |
| Sněhurka | Mary Margaret Blanchardová | Ginnifer Goodwin (dospělá) Bailee Madison (dítě)                                    | 1, 2, 3, 4, 5 |
| Sněhurka je dcera krále Leopolda a královny Evy, později nevlastní dcera Zlé Královny Reginy. Její pravou láskou je princ Krasoň. Je matkou Emmy Swanové a Neala Nolana a babičkou Emmina syna Henryho. Ve Storybrooke se objevuje jako Mary Margaret Blanchardová, učitelka na základní škole a pomocnice v nemocnici. |                            |                                                                                     |               |
| Princ Krasoň | David Nolan                | Josh Dallas                                                                         | 1, 2, 3, 4, 5 |
| Princ David je pravá láska Sněhurky, otec Emmy a Neala Nolana a dědečkem Henryho. David byl původně chudým pastýřem, jehož bratr (dvojče) James byl dán králi Georgovi, jako součástí smlouvy s Rampelníkem. Když byl James zabit v souboji, David si vezme jméno svého bratra. Král Midas chce, aby se provdal za jeho dceru Abigail a spojil tak království. David se chce však oženit z lásky. Před uzavřením sňatku poznává Sněhurku a zamilovává se do ní. To ona ho nazvala Krasoněm. Ve Storybrooke se objevuje jako John Doe, který už je několik let v kómatu. Probouzí se poté, co mu Margaret (Sněhurka) čte jejich příběh. Znovu se dává dohromady svojí manželkou Kathryn (Princezna Abigail) a je identifikován jako David Nolan. |                            |                                                                                     |               |
| Zlá Královna | Regina Millsová            | Lana Parrilla                                                                       | 1, 2, 3, 4, 5 |
| Regina Millsová je dcera Cory a Henryho, adoptivní matka Henryho Millse a nevlastní sestra Zeleny. Později se stává druhou manželkou krále Leopolda a nevlastní matkou Sněhurky. Její matka domluví manželství s králem Leopoldem a nakonec zabíjí Regininu lásku, Daniela, aby zabránila jejímu útěku. Poté, co Sněhurka prozradí Coře Reginy úmysly s Danielem. Regina si slíbí, že zničí Sněhurčino štěstí. Potkává Rampelníka, který jí naučí kouzlo a pomáhá jí poslat Coru do Říše divů. Zabije Leopolda a stává se známou pod přezdívkou Zlá Královna. Ve Storybrooke je starostkou Reginou Millsovou. S pomocí Pana Golda (Rampelníka) adoptuje dítě jménem Henry. |                            |                                                                                     |               |
| Rampelník | Pan Gold                   | Robert Carlyle (dospělý) Wyatt Oleff (dítě)                                         | 1, 2, 3, 4, 5 |
| Rampelník je náladový a zlověstný čaroděj, který rád uzavírá smlouvy se zoufalými lidmi. Stává se Zvířetem a je přezdíván Krokodýlem. Jeho pravou láskou je Belle, je otcem Baelfira (Neal Cassidy) a dědečkem Henryho. Ve Storybrooke je známý jak Pan Gold, vlastník zastavárny. |                            |                                                                                     |               |
| Belle French (Kráska) | Lacey                      | Emilie de Ravin                                                                     | 1, 2, 3, 4, 5 |
| Belle je dcerou Maurice a jeho ženy Colette. Je pravou láskou Rampelníka. Když je její otec ohrožen válkou, Rampelník nabízí ochranu, ale výměnou chce po Belle, aby se starala o jeho sídlo. Belle přijímá a začíná se mezi nimi tvořit silné pouto, do té doby než se Rampelník začne domnívat, že pracuje pro Reginu a tak jí nařídí, aby opustila jeho sídlo. Předtím Collete obětuje svůj život, za ochranu své dcery. Belle si tohle nepamatuje a vzpomínky se jí vrací až poté, co navštíví Arendelle, kde potkává princeznu Annu. Později se připojuje s Mulan k expedici na lov monstra terorizující vzdálené království. Z monstra stává prokletý princ Phillip. Vrací se k Rampelníkovi, ale je chycena Zlou Královnou, která jí umístí do vězení, aby se s ním už nikdy neviděla. Královna prozrazuje Rampelníkovi, že Belle spáchala sebevraždu. Ve Storybrooke je držena Reginou 28 let. Později je osvobozena a shledává se s Panem Goldem (Rampelníkem), nakonec se spolu vezmou a žijí spolu. |                            |                                                                                     |               |
| Kapitán Killian "Hook" Jones |                            | Colin O'Donoghue                                                                    | 2, 3, 4, 5    |
| Killian Jones je pirát, který pracoval pro krále se svým bratrem Liamem. Oba byli posláni do Země Nezemě, za úkol získat vzácnou rostlinu. Jeho bratr je rostlinou zabit a Killian se tak stává jediným kapitánem lodě. Později je sveden Rampelníkovo ženou Milah. V souboji s Rampelníkem přichází o svou levou dlaň, kterou nahrazuje hákem a stává se Kapitánem Hookem. Znovu cestuje do Země Nezemě, kde se nachází a stará se o Rampelníkova syna Baelfira, se kterým si vytváří pouto, do doby, než se Bae dozví, že Milah odešla od jeho otce kvůli němu. Po nějaké době Hook následuje Emmu a Mary Margaret to Storybrooke skrz magický portál. Ve čtvrté sérii se mezi ním a Emmou začne vyvíjet pevné pouto. |                            |                                                                                     |               |
| Will Scarlet/Srdcový spodek |                            | Michael Socha                                                                       | 4             |
| Will Scarlet je bratr Penelope Scarlet a pravá láska Anastasie. Na začátku jeho života by členem skupiny Robina Hooda. Poté, co ukradne kouzelný předmět od Maleficient, cestuje do země Oz, protože je smutný kvůli smrti jeho sestry Penelope. Poté cestuje s Anastásií do Říše divů, za lepším životem. Poté, co ho Anastásie opustí, žádá Coru, aby mu vytrhla jeho srdce z těla a později se stává Srdcovým spodkem v její armádě. S Alenčinou pomocí krade své srdce a opouští Říši divů. |                            |                                                                                     |               |
| Baelfire | Neal Cassidy               | Michael Raymond-James (dospělý) Dylan Schmidt (teenager) Sebastian Wilkinson (dítě) | 2, 3          |
| Bealfire je syn Rampelníka. Jako dítě žil se svým otcem, poté co je jeho matka Milah opustila. Je otcem Henryho. |                            |                                                                                     |               |
| Jiminy Cricket | Doktor Archie Hopper       | Raphael Sbarge (dospělý) Morgan Roff (teenager) Adam Young (dítě)                   | 1, 2          |
| Červená Karkulka/Vlk | Ruby                       | Meghan Ory                                                                          | 1, 2          |
| Pinocchio | August Wayne Booth         | Eion Bailey (August) Jakob Davies (Pinocchio)                                       | 1             |
| Lovec | Šerif Graham Humbert       | Jamie Dornan                                                                        | 1             |
| Lovec, je osamělý samotář. V Kouzelném lese vyrůstal s vlky a je pověstný tím, jak jej rmoutí smrt zvířat. Zlá Královna Regina jej najme na zabití Sněhurky, ten to ale nedokáže a královně přinese srdce jelena. Královna ale zradu odhalí a udělá z lovce svého otroka. Když ho ale vedou na popraví, podaří se mu s princem uniknout. Do Storybrooke se dostal po tom, co ho Regina zaklela. Zde je šerifem pod jménem Graham Humbert. Krátce chodí s Emmou, ale poté Regininou rukou zemře. |                            |                                                                                     |               |

## Vedlejší role
| Pohádková postava                | Reálná postav           | Herec/Herečka                                         | Vedlejší role | Host    |
| -------------------------------- | ----------------------- | ----------------------------------------------------- | ------------- | ------- |
| Sedm trpaslíků                   |                         |                                                       |               |         |
| Rejpal/Snílek                    | Leroy                   | Lee Arenberg                                          | 1, 2, 3, 4, 5 |         |
| Kejchal                          | Tom Clark               | Gabe Knouth                                           | 1, 2, 3, 4, 5 |         |
| Prófa                            |                         | David Paul Grove                                      | 1, 2, 3, 4, 5 |         |
| Stydlín                          |                         | Mig Macario                                           | 1, 2, 3, 4, 5 |         |
| Dřímal                           | Walter                  | Faustino Di Bauda                                     | 1, 2, 3, 4, 5 |         |
| Šmudla                           |                         | Jeffrey Kaiser                                        | 1, 2, 3, 4, 5 |         |
| Šťístko                          |                         | Mike Coleman                                          | 1, 2, 3, 4, 5 |         |
| Babička                          | Babička                 | Beverley Elliott                                      | 1, 2, 3, 4, 5 |         |
| Modrá víla                       | Matka Představená       | Keegan Connor Tracy                                   | 1, 2, 3, 4, 5 |         |
| Dr. Victor Frankestein           | Dr. Whale               | David Anders                                          | 1, 2, 3, 5    |         |
| Geppetto                         | Marco                   | Tony Amendola (dospělý) Michael Strusievici (dítě)    | 1, 2, 3, 4    |         |
| Princ Henry                      |                         | Tony Perez (starší) Zak Santiago (dospělý)            | 1, 2, 5       | 3       |
| Džin/Kouzelné zrcadlo            | Sidney Glass            | Giancarlo Esposito                                    | 1, 4          | 3       |
| Král George                      | Albert Spencer          | Alan Dale                                             | 1             | 2       |
| Kloboučník                       | Jefferson               | Sebastian Stan                                        | 1             | 2       |
| Princezna Abigail                | Kathryn Nolan           | Anastasia Griffith                                    | 1             | 3       |
| Cora/Srdcová královna            |                         | Barbara Hershey (starší) Rose McGowan (dospělá)       | 2, 5          | 1, 3, 4 |
| Princezna Aurora                 |                         | Sarah Bolger                                          | 2, 3, 4       |         |
| Princ Filip                      |                         | Julian Morris                                         | 2, 3          |         |
| Mulan                            |                         | Jamie Chung                                           | 2, 3, 5       |         |
| William Smee                     |                         | Chris Gauthier                                        | 2, 3          | 4       |
|                                  | Owen Flynn/Greg Mendell | Ethan Embry (Mendell) Benjamin Stockham (Flynn)       | 2             | 3       |
|                                  | Tamara                  | Sonequa Martin-Green                                  | 2             | 3       |
| Robin Hood                       |                         | Tom Ellis (poprvé) Sean Maguire (později)             | 3, 4, 5       | 2       |
| Mariana                          |                         | Christie Laing                                        | 4             | 2, 3    |
| Ztracení kluci                   |                         |                                                       |               |         |
| Felix                            |                         | Parker Croft                                          | 3             | 2       |
| Malcolm/Peter Pan/Krysař         |                         | Robbie Kay (Peter Pan, Krysař) Stephen Lord (Malcolm) | 3             |         |
| Tinker Bell                      |                         | Rose McIver                                           | 3             |         |
| Zelena/Zlá čarodějnice ze Západu |                         | Rebecca Mader                                         | 3, 4          |         |
| Elsa                             |                         | Georgina Haig                                         | 4             | 3       |
| Anna                             |                         | Elizabeth Lail                                        | 4             |         |
| Kristoff                         |                         | Scott Michael Foster                                  | 4             |         |
| Ingrid/Sněhová královna          | Sarah Fisher            | Elizabeth Mitchell (dospělá) Brighton Sharbino (dítě) | 4             |         |
| Zloba                            | Drak                    | Kristin Bauer van Straten                             | 4             | 1, 2    |
| Cruella De Vil                   | Cruella Feinberg        | Victoria Smurfit (dospělá) Milli Wilkinson (dítě)     | 4, 5          |         |
| Uršula                           |                         | Merrin Dungey (starší) Yvette Nicole Brown (hlas)     | 4             |         |
| Isaac                            |                         | Patrick Fischler                                      | 4             |         |

## Další postavy
| Pohádková postava         | Reálná postava        | Herec/Herečka                                       | Epizody                                              |
| ------------------------- | --------------------- | --------------------------------------------------- | ---------------------------------------------------- |
| Slepá čarodějnice         | Paní Ginger           | Patti Allan                                         | 1x02, 1x08, 1x11, 1x15, 5x12, 5x13                   |
| Popelka                   | Ashley Boyd           | Jessy Schram                                        | 1x04, 1x12, 4x07                                     |
| Princ Thomas              | Sean Herman           | Tim Phillipps                                       | 1x04, 1x12                                           |
| Gus                       | Billy                 | Jarod Joseph                                        | 1x04, 1x05, 1x19, 2x07, 2x17                         |
| Martin a Martha           |                       | Harry Groener (Martin) Carolyn Hennesy (Myrna)      | 1x05                                                 |
| Princ James               |                       | Josh Dallas                                         | 1x06, 2x13                                           |
| Ruth                      |                       | Gabrielle Rose                                      | 1x06, 2x03, 4x02                                     |
| Král Midas                |                       | Alex Zahara                                         | 1x06, 3x21                                           |
| Zoso                      |                       | Brad Dourif                                         | 1x08, 4x04                                           |
| Jeníček a Mařenka         | Nicholas a Ava Zimmer | Quinn Lord (Jeníček) Karley Scott Collins (Mařenka) | 1x09                                                 |
| Dřevorubec                | Michael Tillman       | Nicholas Lea                                        | 1x09                                                 |
| Slepá čarodějnice č. 2    |                       | Emma Cautfield                                      | 1x09                                                 |
| Král Leopold              |                       | Richard Schiff (starší) Eric Lange (mladší)         | 1x11, 1x18, 3x18                                     |
| Sir Maurice               | Moe French            | Eric Keenleyside                                    | 1x12, 2x04, 3x22, 4x06                               |
| Gaston                    |                       | Sage Brocklebank                                    | 1x12                                                 |
| Frederick                 | Jim                   | Greyston Holt                                       | 1x13                                                 |
| Nova                      | Sestra Astrid         | Amy Acker                                           | 1x14                                                 |
| Peter                     |                       | Jesse Hutch                                         | 1x15                                                 |
| Grace                     | Paige                 | Alissa Skovbye                                      | 1x17, 2x03                                           |
| Housenka                  |                       | Roger Daltrey (hlas)                                | 1x17                                                 |
| Srdcový spodek č. 2       |                       | Paul McGillion                                      | 1x17, 2x09                                           |
| Daniel                    |                       | Noah Bean                                           | 1x18, 2x05                                           |
| Sir Lancelot              |                       | Sinqua Walls                                        | 2x03                                                 |
| Milah                     |                       | Rachel Shelley                                      | 2x04, 2x14                                           |
| Anton                     |                       | Jorge Garcia                                        | 2x06, 2x13, 2x19                                     |
| Jacqueline                |                       | Cassidy Freeman                                     | 2x06                                                 |
| Quinn                     |                       | Ben Hollingsworth                                   | 2x07                                                 |
| Anita                     |                       | Annabeth Gish                                       | 2x07                                                 |
| Alphonse Frankestein      |                       | Gregory Itzin                                       | 2x12                                                 |
| Gerhardt Frankestein      |                       | Chad Michael Collins                                | 2x12                                                 |
| Královna Eva              |                       | Rena Sofer (dospělá) Eva Bourne (teenager)          | 2x15, 2x16, 3x18                                     |
| Johanna                   |                       | Lesley Nicol                                        | 2x15                                                 |
| Král Xavier               |                       | Joaquim de Almeida                                  | 2x16                                                 |
|                           | Kurt Flynn            | John Pyper-Ferguson                                 | 2x17                                                 |
|                           | Drak                  | Tzi Ma                                              | 2x18                                                 |
| Šerif z Nottinghamu       | Keith                 | Will Traval                                         | 2x19                                                 |
| Rodina Darlingova         |                       |                                                     |                                                      |
|                           | Wendy Darling         | Freya Tingley                                       | 2x21, 3x07, 3x08, 3x09, 3x10                         |
|                           | John Darling          | Matt Kane (dospělý) William Ainschough (dítě)       | 2x21, 3x07, 3x09, 3x10                               |
|                           | Michael Darling       | James Immekus (dospělý) Benjamin Cook (dítě)        | 2x21, 3x07, 3x09, 3x10                               |
| Strážníci Robina Hooda    |                       |                                                     |                                                      |
| Malý John                 |                       | Jason Bukart                                        | 3x03, 3x12, 3x20, 4x01, 4x18                         |
| Roland                    |                       | Raphael Alejandro                                   | 3x03, 3x13, 3x18, 3x22, 4x01, 4x03, 4x10, 4x12, 4x18 |
| Tuck                      |                       | Michael P. Northey                                  | 3x12, 3x13, 3x18                                     |
| Kapitán Liam Jones        |                       | Bernard Curry                                       | 3x05                                                 |
| Ariel                     |                       | Joanna García Swisher                               | 3x06, 3x07, 3x10, 3x17, 4x16                         |
| Princ Erik                |                       | Gil McKinney                                        | 3x06, 3x10, 3x17                                     |
| Medůza                    |                       | CGI                                                 | 3x10                                                 |
| Čaroděj ze země Oz        | Walsh                 | Christopher Gorham                                  | 3x12, 3x16, 3x20                                     |
| Rapunzel                  |                       | Alexandra Metz                                      | 3x14                                                 |
| Lumiére                   |                       | Henri Lubatti                                       | 3x15                                                 |
| Černovous                 |                       | Charles Mesure                                      | 3x17, 3x21, 4x10                                     |
| Jonathan                  |                       | David de Lautour                                    | 3x18                                                 |
| Glinda/Čarodějnice z Jihu |                       | Sunny Mabrey                                        | 3x19, 3x20                                           |
|                           | Dorotka               | Matreya Scarrwener                                  | 3x20                                                 |
| Královna Gerda            |                       | Pascale Hutton (dospělá) Ava Marie Telek (dítě)     | 4x01, 4x07, 4x11                                     |
| Velký Pabbie              |                       | John Rhys-Davies (hlas)                             | 4x01, 4x06, 4x07                                     |
| Bo Peep                   |                       | Robin Weigert                                       | 4x02                                                 |
| Princ Hans                |                       | Tyler Jacob Moore                                   | 4x03, 4x09, 4x10                                     |
| Učeň                      |                       | Timothy Webber                                      | 4x4, 4x08, 4x09, 4x17, 4x20                          |
| Helga                     |                       | Sally Pressman (dospělá) Bailey Herbert (dítě)      | 4x07, 4x11                                           |
| Vévoda z Weseltonu        |                       | Jonathan Runyon                                     | 4x07                                                 |
| Král Stefan               |                       | Sebastian Roché                                     | 4x15                                                 |
| Král Poseidon             |                       | Ernie Hudson                                        | 4x16                                                 |
| Madeline De Vil           |                       | Anna Galvin                                         | 4x19                                                 |